# Antennarius analis
Antennarius analis är en fiskart som först beskrevs av Schultz, 1957.  Antennarius analis ingår i släktet Antennarius och familjen Antennariidae. IUCN kategoriserar arten globalt som livskraftig. Inga underarter finns listade i Catalogue of Life.